# Liste der Monuments historiques in Champeau-en-Morvan
Die Liste der Monuments historiques in Champeau-en-Morvan führt die Monuments historiques in der französischen Gemeinde Champeau-en-Morvan auf.

## Liste der Objekte
| Bezeichnung               | Beschreibung          | Standort                                               | Kennzeichnung | Schutzstatus | Datum | Bild |
| ------------------------- | --------------------- | ------------------------------------------------------ | ------------- | ------------ | ----- | ---- |
| Skulptur Madonna mit Kind | Holz, 16. Jahrhundert | Saint-Léger-de-Fourches, in der Kirche St-Léger (Lage) | PM21000513    | Classé       | 1972  |      |